# 安博伊 (明尼蘇達州)
安博伊（英語：Amboy）是一個位於美國明尼蘇達州布盧厄斯縣的城市。

## 人口
根據2020年美國人口普查的數據，安博伊的面積為0.81平方千米，當中陸地面積為0.81平方千米，而水域面積為0.00平方千米。當地共有人口535人，而人口密度為每平方千米660人。